# Neptosternus winkelmanni
Neptosternus winkelmanni är en skalbaggsart som beskrevs av Lars Hendrich och Michael Balke 1997. Neptosternus winkelmanni ingår i släktet Neptosternus och familjen dykare. Inga underarter finns listade i Catalogue of Life.